# شاه حسین مرتضوی
شاه‌حسین مرتضوی یک سیاستمدار در افغانستان است. وی معاون سخنگوی محمداشرف غنی در ریاست جمهوری بود.او پس از سقوط دولت در افغانستان باقی ماندمرتضوی تحصیلات عالی خود را از دانشگاه کابل در زمینه علوم سیاسی (روابط بین‌الملل) به پایان رسانیده‌است و یکی از فعالان رسانه‌ای می‌باشد.